# Simpson Ridge
Simpson Ridge är en bergstopp i Antarktis. Den ligger i Östantarktis. Australien gör anspråk på området. Toppen på Simpson Ridge är 1 344 meter över havet.
Terrängen runt Simpson Ridge är lite kuperad. Trakten är obefolkad. Det finns inga samhällen i närheten.